# Idioma dagbani
El idioma dagbani (o dagbane), también conocido como dagbanli y dagbanle, es un idioma gur que se habla en Ghana. Sus hablantes nativos se estiman alrededor de 3 160 000. Es una materia obligatoria en la escuela primaria y secundaria en el Reino de Dagbon, que cubre la parte oriental de la región. El dagbani es el idioma más hablado en el norte de Ghana, especialmente entre las tribus acéfalas supervisadas por el rey de Dagbon, el Ya-Na.
Está estrechamente relacionado y es mutuamente inteligible con el idioma mampelle, también hablado en la región Norte. El dagbani también es similar a los otros idiomas del mismo subgrupo que se hablan en esta región, los idiomas dagaare y waala, que se hablan en la región Alta Occidental de Ghana, y el idioma frafra, que se habla en la región Alta Oriental de Ghana.

## Dialectos
Dagbani tiene un dialecto importante dividido entre Eastern Dagbani, centrado en la ciudad capital tradicional de Yendi, y Western Dagbani, centrado en la capital administrativa de la Región Norte, Tamale. Sin embargo, los dialectos son mutuamente inteligibles y consisten principalmente en diferentes vocales de raíz en algunos lexemas, y diferentes formas o pronunciaciones de algunos sustantivos, particularmente los que se refieren a la flora local. Las palabras «Dagbani» y «Dagbanli» dadas arriba para el nombre del idioma son respectivamente las formas dialectales oriental y occidental del nombre, pero el Comité de Ortografía Dagbani resolvió que «Se decidió que en el sistema de ortografía <Dagbani> se usa para referirse al ... Lenguaje, y <Dagbanli> ... a la vida y la cultura»; En el lenguaje hablado, cada dialecto usaba su forma del nombre para ambas funciones.

## Fonología

### Vocales
Dagbani tiene once vocales fonémicas: seis vocales cortas y cinco vocales largas:
|         | Anterior | Central | Posterior |
| ------- | -------- | ------- | --------- |
| Cerrada | i        | ɨ       | u         |
| Media   | e        |         | o         |
| Abierta |          | a       |           |

|         | Anterior | Central | Posterior |
| ------- | -------- | ------- | --------- |
| Cerrada | iː       |         | uː        |
| Media   | eː       |         | oː        |
| Abierta |          | aː      |           |

Olawsky (1999) coloca el schwa (ə) en lugar de /ɨ/, a diferencia de otros investigadores del lenguaje que utilizan la articulación superior /ɨ/. La variación alofónica basada en el avance de la raíz de la lengua está bien atestiguada para 4 de estas vocales: [i] ~ [ɪ] / [ə], [e] ~ [ɛ], [u] ~ [ʊ] y [o] ~ [ ɔ].

### Consonantes
|             |             | Bilabial | Labio- dental | Dental | Alveolar | Palatal | Velar |
| ----------- | ----------- | -------- | ------------- | ------ | -------- | ------- | ----- |
| Oclusiva    | Mudo        | p        |               | t      |          | k       | k͡p    |
| Oclusiva    | Sonoro      | b        |               | d      |          | ɡ       | ɡ͡b    |
| Nasal       | Nasal       | m        |               | n      | ɲ        | ŋ       | ŋ͡m    |
| Fricativa   | Mudo        |          | f             | s      |          |         |       |
| Fricativa   | Sonoro      |          | v             | z      |          |         |       |
| Lateral     | Lateral     |          |               | l      |          |         |       |
| Aproximante | Aproximante |          | ʋ             | r      | j        |         |       |

### Tono
Dagbani es un lenguaje tonal en el que se usa el tono para distinguir palabras, como en gballi [ɡbálːɪ́] (alto-alto) 'grave' vs. gballi [ɡbálːɪ̀] (alto-bajo) 'zana mat'. El sistema de tonos de Dagbani se caracteriza por dos tonos de nivel y downstep (un efecto de disminución que se produce entre secuencias del mismo tono fonémico).

## Sistema de escritura
Dagbani está escrito en un alfabeto latino con la adición del apóstrofo, las letras ɛ, ɣ, ŋ, ɔ y ʒ, y los dígrafos ch, gb, kp y ny. La tasa de alfabetización solía ser solo del 2 % al 3 %. Se espera que este porcentaje aumente ya que Dagbani es ahora una asignatura obligatoria en la escuela primaria y secundaria básica en todo Dagbon. La ortografía utilizada actualmente (Comité de Ortografía/d (1998)) representa una serie de distinciones alofónicas. El tono no está marcado.
| a | b | ch | d | e | ɛ | f | g | gb | ɣ | h | i | j | k | kp | l | m | n | ny | ŋ | o | ɔ | p | r | s | sh | t | u | w | y | z | ʒ | ’ |

## Gramática
Dagbani es aglutinante, pero con cierta fusión de afijos. El orden constituyente en las oraciones de Dagbani suele ser sujeto verbo objeto.

## Léxico
Hay una visión de una etapa histórica del lenguaje en los documentos de Rudolf Fisch que reflejan los datos recopilados durante su trabajo misionero en la colonia alemana de Togolandia en el último cuarto del siglo XIX, especialmente la lista léxica, aunque también hay algo de información gramatical y textos de muestra. Un glosario más moderno fue publicado en 1934 por un oficial del gobierno colonial del sur de Ghana, E. Foster Tamakloe, en 1934, con una edición revisada por el oficial británico Harold Blair. Varios editores se agregaron a la lista de palabras y en 2003 un erudito de Dagomba, Ibrahim Mahama, produjo una publicación más completa. Según el lingüista Salifu Nantogma Alhassan, hay evidencia que sugiere que existen dobles raseros relacionados con el género en el idioma Dagbani con «más etiquetas que trivializan a las mujeres que a los hombres». Mientras tanto, los datos fueron compilados electrónicamente por John Miller Chernoff y Roger Blench (cuya versión se publica en línea), y Tony Naden la convirtió en una base de datos, sobre la base de la cual está en curso un diccionario con todas las funciones que se puede ver en línea.